# Castle (TV-serie)
Castle är en amerikansk TV-serie producerad av företaget ABC. Skaparen av programmet är Andrew W. Marlowe. Serien följer samarbetet och förhållandet mellan författaren Richard Castle (Nathan Fillion) och polisen Kate Beckett (Stana Katic). Serien är en komedi- och kriminalserie. Serien sändes i åtta säsonger.

## Om serien
Serien följer polisen och mordutredaren Kate Beckett och kriminalförfattaren Richard Castle. De två möts för första gången när Beckett utreder ett antal mord som har iscensatts till att likna morden i Castles böcker. Eftersom mycket tyder på att förövaren är ett Castle-fan får Castle möjlighet att hjälpa polisen i dess utredning. När fallet är löst får Castle idén att han ska basera sin nästa romanfigur på Beckett. För att kunna göra detta behöver han göra research, och tack vare sin vänskap med borgmästaren får han tillåtelse att följa med henne till brottsplatser och ta del av detaljer i utredningar. Beckett är till en början kritisk till det hela, men hon har inget val än att göra som polischefen säger (som gör som borgmästaren säger). Efter ett tag börjar hon dock inse fördelarna med att ha Castle med, inte minst på grund av hans fantasi, som gör att han ser till det som är mindre uppenbart, och hans förmåga att förstå människors motiv till handlingar. Serien fokuserar mestadels på detektivarbetet som Castle och Beckett utför, samt relationen dem emellan. Man får också följa Castles mor, som är skådespelare och bor hos honom, och hans tonårsdotter. Deras vardagliga bekymmer ger ofta en ledtråd när Castle och Beckett har svårt att lösa ett fall, eller när de tror sig ha löst det. Andra återkommande roller är poliserna Esposito och Ryan, samt obducenten Lanie.

## Säsonger
Första säsongen började sändas i mars 2009.

## DVD
| Säsong   | Episoder | Utgivningsdatum   | Utgivningsdatum              | Utgivningsdatum  | Utgivningsdatum  |
| Säsong   | Episoder | Region 1          | Region 2                     | Sverige          | Region 4         |
| -------- | -------- | ----------------- | ---------------------------- | ---------------- | ---------------- |
| Säsong 1 | 10       | 22 september 2009 | 6 maj 2010 (Tyskland)        | 4 april 2012     | 10 mars 2010     |
| Säsong 2 | 24       | 21 september 2010 | 24 mars 2011 (Tyskland)      | 8 augusti 2012   | 1 december 2010  |
| Säsong 3 | 24       | 20 september 2011 | 24 november 2012 (Frankrike) | 13 mars 2013     | 12 oktober 2011  |
| Säsong 4 | 23       | 11 september 2012 | 5 december 2012 (Tyskland)   | 9 oktober 2013   | 14 november 2012 |
| Säsong 5 | 24       | 10 september 2013 | 11 november 2013             | 15 januari 2014  | 6 november 2013  |
| Säsong 6 | 23       | 16 september 2014 | 17 november 2014             | 10 december 2014 | 12 november 2014 |
| Säsong 7 | 23       | 1 september 2015  | 16 november 2015             | 16 november 2015 | 11 november 2015 |

## Rollfigurer

### Huvudroller
- Richard Castle (Nathan Fillion) - En kriminalromanförfattare som skrivit många bästsäljare. När han träffar Beckett håller han på att lansera sin senaste bok, i vilken han har 'dödat' sin huvudperson Derrick Storm (som han tyckte började bli förutsägbar). Castle är alltså på jakt efter något nytt att skriva om, och när han träffar Kate Beckett ser han henne som sin nya inspirationskälla. Deras arbetsförhållande utvecklas med tiden till ett kärleksförhållande. Castle är god vän med den fiktiva borgmästaren och många andra välkända profiler, bland annat riktiga författare som emellanåt gästspelar i serien.
- Kate Beckett (Stana Katic) - En duktig och ambitiös polis och mordutredare som är känd för att hon intresserar sig för annorlunda mordfall. Hon blev polis eftersom hennes mors mördare aldrig hittades. Första året som polis var hon fast besluten att hitta sin mors mördare och var kvar på polisstationen när hon inte var i tjänst i detta syfte. Vänner hjälpte henne att tillfälligt lämna det bakom sig eftersom hennes besatthet blev för mycket för henne att hantera. Fallet blev dock återigen aktuellt då nya bevis hittades. Hennes mammas mord är en genomgående handling i serien. I sista avsnittet av säsong 4 erkände Beckett sina känslor för Castle, de två har sedan dess varit i ett "relativt" stabilt förhållande. Hon är inspirationen för Castles karaktär Nikki Heat i romanerna Heat Wave, Naked Heat, Heat Rises, Frozen Heat och Deadly Heat.
- Javier Esposito (Jon Huertas) - Polis, partner och mycket god vän till Ryan. Har sedan säsong 3 varit i ett av och på förhållande med obducenten Lanie Parish.
- Kevin Ryan (Seamus Dever) -  Polis, partner till Esposito. Gift med Jenny O'Malley, tillsammans väntar de sitt första barn. Ryan var tidigare "undercover" i den Irländska maffian i New York City.
- Lanie Parish (Tamala Jones) - Obducent och god vän till Beckett. Hon är en av de få som Beckett kan tala avslappnat med. Lanie ser gnistan mellan Castle och Beckett och uppmuntrar henne att våga ta deras relation längre fram. Har ett av och på förhållande med Esposito.
- Roy Montgomery (Ruben Santiago-Hudson) (Säsong 1-3) - Polischef. Låter Castle stanna kvar med Beckett eftersom han märker att deras samarbete är till nytta. Blev i sista avsnittet av säsong 3 skjuten och dog. Det kom fram att han var inblandad i Becketts mammas mord.
- Alexis Castle (Molly C. Quinn) - Castles tonåriga och ordentliga dotter. I vissa fall är hon mer mogen än sin far, men vänder sig ofta till honom om råd i livets alla faser.
- Martha Rodgers (Susan Sullivan) - Richard Castles mor. En före detta Broadway-skådespelerska. Hon bor hos Castle bland annat på grund av att en tidigare fästman stack med alla hennes tillgångar.
- Victoria Gates (Penny Johnson Jerald) - Tar i fjärde säsongen över rollen som den nya mycket stränga polischefen, som inte är alltför förtjust i Castle.

### Återkommande roller
- Dr. Sidney Perlmutter (Arye Gross) – En obducent som ibland jobbar med Beckett.
- Jenny O'Malley (Juliana Dever) – Ryans flickvän och senare fru.
- Tom Demming (Michael Trucco) – Polis som Beckett har en tillfällig relation med.
- Gina Cowell (Monet Mazur) – Castles bokförläggare och ex-fru.
- Dr. Josh Davidson (Victor Webster) – Hjärtkirurg och Beckets pojkvän under säsong 3.
- Ashley (Ken Baumann) – Alexis pojkvän under säsong 3.

Författarna Stephen J. Cannell, James Patterson, Dennis Lehane och Michael Connelly har gästspelat som sig själva under seriens gång. De spelar poker med Castle och ger varandra råd om skrivande och relationer. Den 30 september 2010 dog Stephen J Cannell på riktigt, i serien låter karaktärerna därför en stol vid pokerbordet vara tom i ett år framåt till hans minne.